# 呂宋島戰役
呂宋島戰役是第二次世界大戰太平洋戰爭中美國及菲律賓聯軍的登陸戰役，以消滅島上的日本帝國軍隊，戰役結果是美國和菲律賓聯軍獲勝，盟軍在3月份控制了呂宋島上所有戰略及經濟上重要之據點，雖然在包圍圈內的日軍仍持續在山區抵抗至日本無條件投降。

## 背景
菲律賓對當時的大日本帝國來說是一處有相當戰略價值的地區，佔領它將會間接引響日軍對太平洋的掌控力度，因此，美國於1941年10月在菲律賓群島部署了135,000名士兵及227架飛機，但是，菲律賓群島最大的島嶼呂宋島在1942年被日軍佔領，當時負責防守菲律賓的最高軍事指揮官道格拉斯·麥克阿瑟上將及剩餘的美軍被命令撤往澳大利亞及巴丹半島（Bataan）。
數月後，麥克阿瑟表達出自己嘗試收復菲律賓群島是必要的，但是美軍太平洋戰區司令切斯特·威廉·尼米茲海軍上將及美國海軍軍令部長恩斯特·金恩海軍上將反對此提議，他們認為必定要到戰爭勝利成為必然時才可以這樣做，麥克阿瑟為此願望必須等待兩年—1944年時一個收復菲律賓群島的計劃終於實施，雷伊泰島是該計劃的第一個目標，它在1944年12月底時被被收復，跟著是進攻民都洛島（Mindoro），及之後是呂宋島。

## 準備工作
在美軍能進攻呂宋島前，必須要在該島附近建立一個行動的基地，特別是一個空軍基地以對進攻的部隊提供空中支援，由威廉·鄧肯准將指揮的部隊在美國海軍第7艦隊的支援下攻佔了民都洛島（Mindoro），12月28日，美軍已控制隃島上兩個機場及準備為進攻呂宋島提供空中支援，進攻呂宋島的行動被定於1945年1月9日展開，由於攻佔了民都洛島，美軍已位於呂宋島的南面，但是，麥克阿瑟計劃部隊將在北面的仁牙因灣（Lingayen Gulf）登陸，這令他的部隊可通過島上中央平原上的數條主要公路及鐵路，更接近通往其主要目標馬尼拉。

### 欺騙行動
美軍艦載機定期對呂宋島（Luzon）南部進行偵察及轟炸，目的是令日軍相信美軍將從南面進攻呂宋島，加上運輸機在此區空投假人，海軍掃雷艦清除位於呂宋南部離民都洛島最接近的芭拉岡城（Balagan City）、八打雁、介於呂宋島與民都洛島間的塔亞巴斯海灣（Tayabas Bay）內的水雷及菲律賓遊擊隊在呂宋南部進行破壞活動，這些欺騙行動產生預期效果—日軍認為美軍將在南部登陸，日軍指揮官預計登陸行動將在馬尼拉灣附近，因此當美軍在仁牙因灣登陸時，他們頗為震驚。

## 戰役

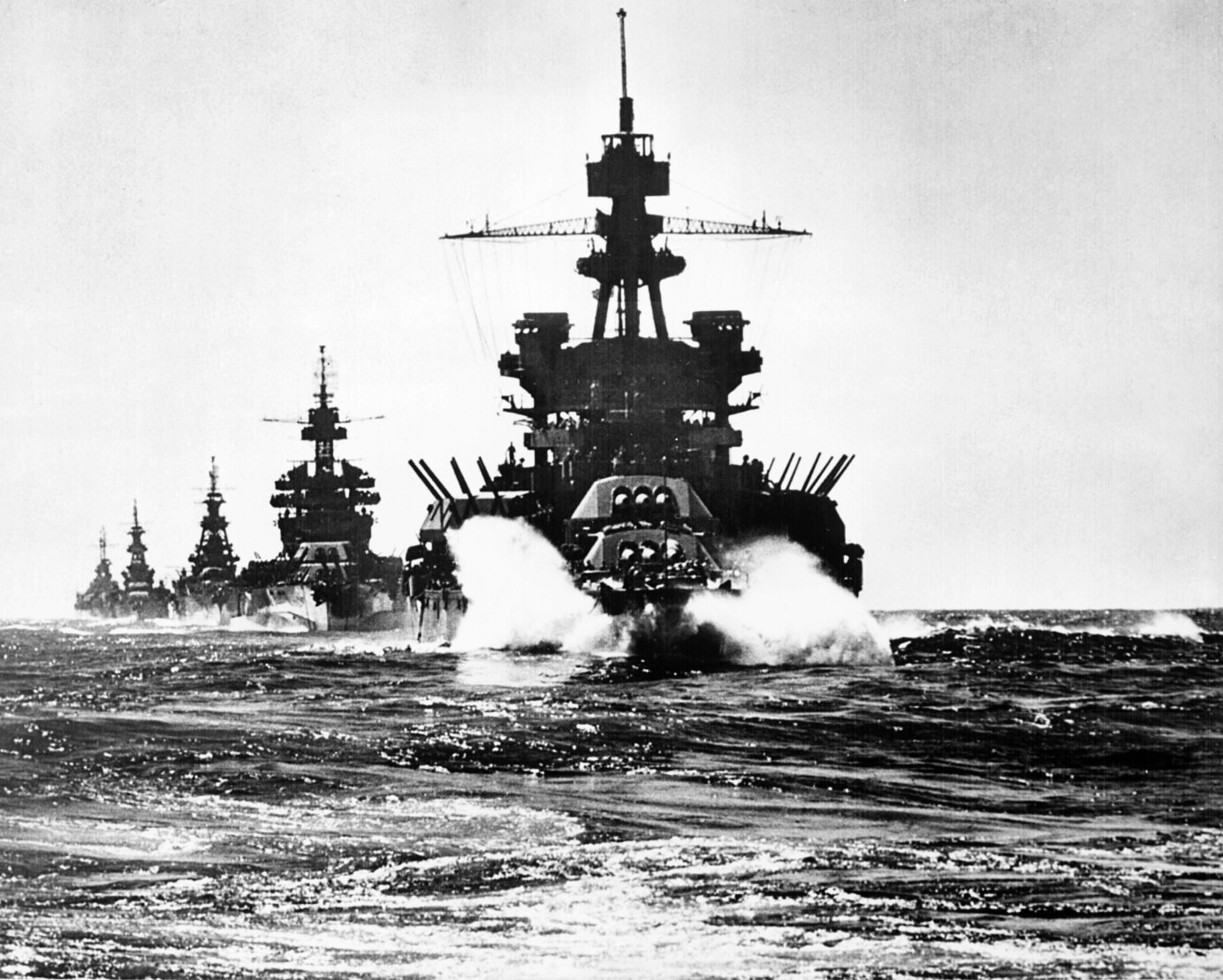
美國戰列艦賓夕法尼亞號及科羅拉多號率領3艘重巡洋艦到仁牙因灣對日軍據點進行登陸前的炮轟

根據計劃，登陸行動將在1945年1月9日展開，代號為S日，日軍報告超過70艘盟軍艦艇集結在仁牙因灣，登陸前的炮火準備在早上7時開始，一小時後，登陸行動正式展開，登陸部隊遭到日軍神風特攻隊的頑強抵抗，奧曼尼灣號護航航空母艦被一架神風特攻飛機擊毀，同時一艘驅逐艦及數艘其它軍艦被擊沉，第3艦隊的艦載機對登陸部隊提供密接空中支援，猛烈砲轟及轟炸日軍大炮據點。 
在仁牙因灣登陸的部隊是由沃爾特·克魯格陸軍中將指揮的美國第6軍團，數天內第6軍團大約175,000名士兵在沿20公里的海灘登陸，美國第1軍負責掩護其側翼，而由奧斯卡·格利斯沃德率領的美國第14軍則向南進攻馬尼拉，雖然克魯格十分擔心日軍攻擊他毫無掩護的東翼，但日軍沒有這樣做，而美軍直到1月23日到達克拉克空軍基地前沒有遇到強大的抵抗，攻取基地的戰役直至1月底，攻佔該基地後，第14軍繼續向馬尼拉推進。

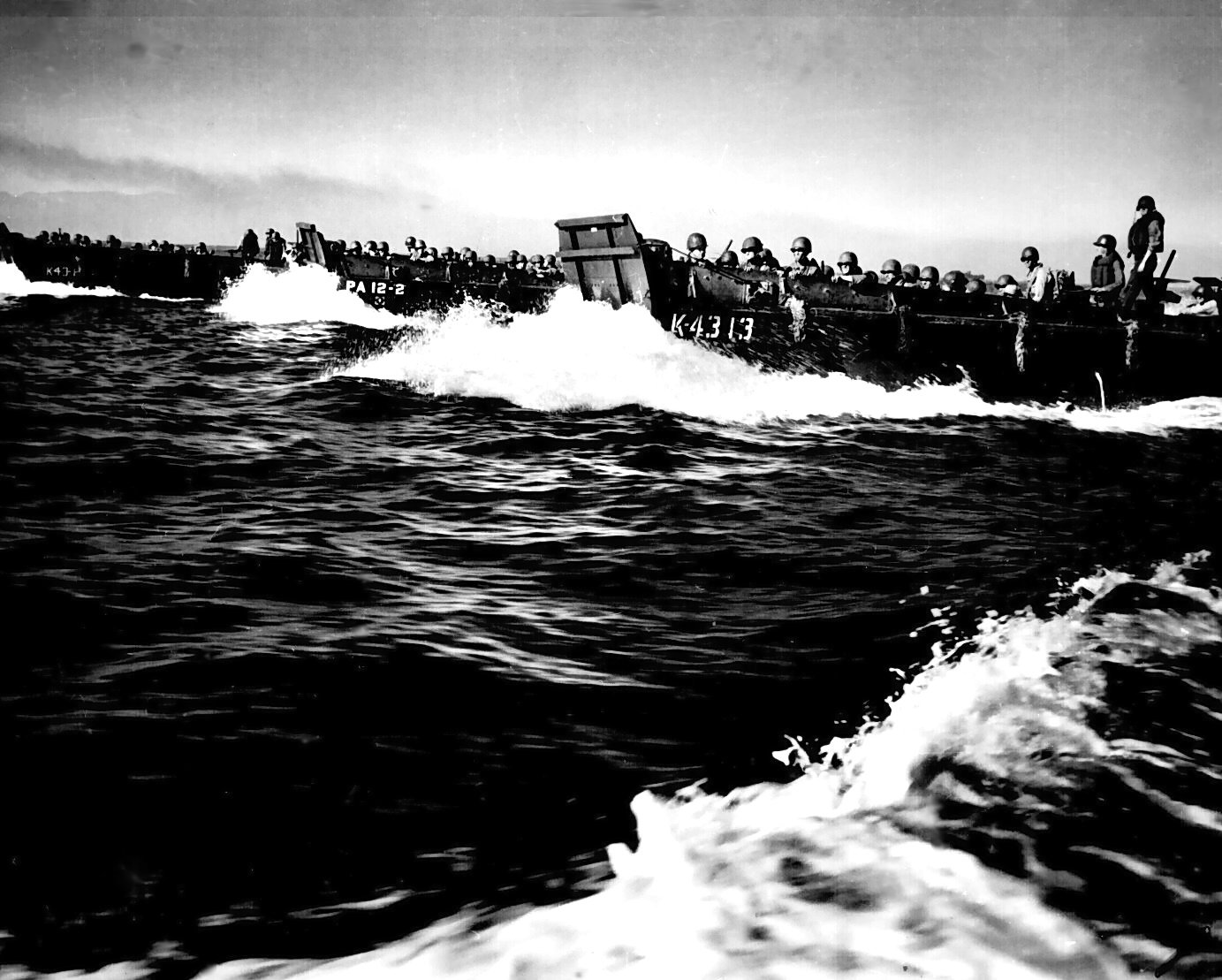
登陸呂宋島海灘的第一波登陸部隊

第2次登陸在1月15日於馬尼拉西南45公里的地方進行，1月31日，美軍第11空降師的兩個團實施空降行動，攻佔一座橋樑及之後向馬尼拉前進，2月3日，美軍第1騎兵師攻佔了橫跨流入市內巴石河上的橋樑，他們在晚上攻入城內，收復馬尼拉的戰役開始，2月4日第11空降師的傘兵從南面攻入市內，他們在市南部日軍主要防衛區遭到頑強抵抗，島上日軍第14方面軍司令山下奉文陸軍大將已命令其部隊當美軍進入市內時破壞所有橋樑及其基礎設施，又挖掘壕溝以阻止美軍前進，麥克阿瑟在同一天宣佈即將收復馬尼拉，2月11日，第11空降師攻佔日軍在外圍最後一個據點，因此包圍整座城市，美軍及菲律賓軍在隨後數星期在市內進行掃蕩行動。
戰事在隨後數星期在島上仍然持續，更多的美軍在島上登陸，菲律賓遊擊隊亦攻擊日軍及攻佔數個據點，美軍在3月控制了島上所有戰略及經濟上重要據點，小股日軍撤入島上山區，在這裡他們被圍攻，包圍圈內的日軍士兵大部分在日本無條件投降在走出山區，但仍有一些士兵在多年後仍然堅持抵抗。
大多在叢林中的日軍，由於補給被切斷，餓死、罹患瘧疾或痢疾的士兵越來越多。部隊的組織自此分崩離析，以小部隊為單位各自在山區中生活。由於嚴禁投降的命令，罹患傳染病的士兵只能等死或自殺，健康衰落的士兵則在抗日游擊隊或當地原住民的襲擊下陣亡。飢餓的士兵為了奪取糧食而襲擊當地居民、殺害同為日軍的其他士兵、甚至出現了吃死去士兵屍體的案例。士兵之間流傳著只要到達台灣就可以得救的流言，有人甚至嘗試製作木筏划到台灣。